# Елеонора Катарина фон Пфалц-Цвайбрюкен-Клеебург
Елеонора Катарина фон Пфалц-Цвайбрюкен-Клеебург (на немски: Eleonore Katharine von Pfalz-Zweibrücken-Kleeburg; * 17 май 1626, дворец Стегеборг, Сьодершьопинг; † 3 март 1692, Остерхолц) от род Вителсбахи, е пфалцграфиня от Пфалц-Цвайбрюкен-Клеебург и чрез женитба ландграфиня на Хесен-Ешвеге (1646 – 24 септември 1655).

## Произход и брак
Дъщеря е на пфалцграф и херцог Йохан Казимир фон Пфалц-Цвайбрюкен-Клеебург (1589 – 1652) и Катарина Васа от Швеция (1584 – 1638), дъщеря на шведския крал Карл IX и първата му съпруга Анна Мария фон Пфалц. Сестра е на Карл X Густав от 1654 г. крал на Швеция. Братовчедка е на шведската кралица Кристина (упр. 1632 – 1654).
Елеонора Катарина се омъжва на 8 септември 1646 г. в Стокхолм за Фридрих фон Хесен-Ешвеге (1617 – 1655) от 1632 г. ландграф на Хесен-Ешвеге. Тогава тя е бременна от един френски музикант.

## Деца
Елеонора Катарина и Фридрих фон Хесен-Ешвеге имат децата:
- Маргарета (*/† 1647)
- Христина (1649 – 1702)

∞ 1667 херцог Фердинанд Албрехт I фон Брауншвайг-Беверн (1636 – 1687)
- Елизабет (1650 – 1651)
- Юлиана (1652 – 1693)

∞ 1680 Жан Жак Маршанд, барон на Лилиенбург (1656 – 1703)
- Шарлота (1653 – 1708)

∞ принц Август фон Саксония-Вайсенфелс (1650 – 1674), син на херцог Август (1614 – 1680)
∞ 1679 граф Йохан Адолф фон Бентхайм-Текленбург (1637 – 1704, развод: 1693)
- Фридрих (1654 – 1655), наследствен принц на Хесен-Ешвеге